# Мелетій (Хребтович)
Мелетій Іванович Хребтович-Богуринський — український православний церковний діяч XVI століття, печерський архімандрит, єпископ Володимирський і Берестейський (1580—1593). Нащадок давнього шляхетського роду Хребтовичів, спорідненого з Ходкевичами, Глинськими, Сапегами тощо.

## Життєпис
Брав участь у війнах із Московським царством, відтак став монахом Києво-Печерського монастиря. Грамотою польського короля Генріха Валуа від 15 березня 1574 року Мелетія Хребтовича призначили архімандритом. Його кандидатуру підтримувала чернеча депутація до короля, характеризуючи як «чоловіка побожного, богобоязливого, в письмі святому добре навченому», і вказуючи на його «цноту, гідність і статечність».
Проте зміг вступити у права лише 1576 року. До того вів боротьбу з кандидатом від київської шляхти Сильвестром.
Єпископ Володимирський (1576—1591 рр.). 1576 року за узгодженням з єпископом Феодосієм (Лазовським) був призначений коад'ютором Володимиро-Волинської єпархії, після смерті преосвященного Феодосія в 1588 році хіротонізований єпископом Володимира (на Волині).
Завдячуючи родичанню із Ходкевичами, переконав Яна Ієроніма Ходкевича в 1579 році повернути Печерському монастирю Озеряни. 1586 року монастир отримав королівський привілей на місто Васильків.
Виклопотав у короля Баторія грамоти:
- на побудову замку і заселення міста Безрадичів — 1580 року, яке у 1543 році передав Богуш Корецький
- на побудову замку і заснування міста на старому городищі «Василів» на річці Стугні, місто водночас отримало магдебурзьке право — 28 березня 1586 року[1].

За підтримки короля Стефана Баторія у 1580 році був обраний єпископом Володимирським і Берестейським.
Помер 13 січня 1593 року у Городку (нині Рівненська область). Новим архимандритом став Никифор Тур.